# Ливермор, Джесси Лауристон
Джесси Лауристон Ливермор (англ. Jesse Lauriston Livermore; 1877—1940) — американский биржевой спекулянт начала XX века. Знаменит тем, что сумел несколько раз заработать и затем потерять состояния, исчисляющиеся миллионами долларов. Также известен своими короткими продажами (продажами без покрытия) во время биржевых крахов 1907 и 1929 годов, за что получил прозвище «Великий Медведь». 28 ноября 1940 года, находясь в глубокой депрессии, Ливермор покончил жизнь самоубийством.

## Некоторые факты
Джесси Ливермор родился в небольшом американском городке Шрусбери (штат Массачусетс). Он начал свою карьеру трейдера в возрасте пятнадцати лет. Он ушел из дома с согласия своей матери, потому что не захотел быть фермером, как его отец. В пятнадцатилетнем возрасте он добился прибыли в $1000 (что эквивалентно примерно $20 000  в пересчете на современную цену доллара), совершая сделки в конторах, которые являлись брокерскими лишь номинально, а по сути были букмекерскими конторами или игорными домами (англ. bucket shops), принимавшими ставки на повышение или понижение биржевых цен на товары или акции.
В течение жизни Ливермор выигрывал и терял многомиллионные состояния. Наиболее известны его прибыли в 3 миллиона $ и 100 миллионов $ во время биржевых крахов 1907 и 1929 годов соответственно. Позже он потерял все эти деньги.
Многие уроки и торговые принципы Джесси Ливермора описаны в книге «Воспоминания биржевого спекулянта» (Reminiscences of a Stock Operator) Эдвина Лефевра. Хотя напрямую в этой книге имя Ливермора не упоминается (за исключением авторского посвящения), принято считать, что прототипом для героя книги послужил именно Джесси Ливермор и подлинные факты его биографии.

## Смерть
28 ноября 1940 года Джесси Ливермор застрелился в гардеробе нью-йоркского отеля «Шерри-Нидерланд». Он оставил предсмертную записку, адресованную своей жене Гэрриет.
«... Последний раз он рискнул всем, что имел в начале 1930-х годов и потерял всё. В течение десяти лет после этого он бродил вокруг Уолл-стрит, не теряя надежды собрать капитал еще для одной игры. Вконец отчаявшись, он попытался заработать, написав книгу советов. Когда и это не помогло, он окончательно сдался, написал прощальное письмо на восьми страницах в комнате отеля Шерри-Незерленд и снес себе полчерепа выстрелом в гардеробной...»

## Правила работы Джесси Ливермора
1. Торгуйте по тренду — покупайте на бычьем рынке и продавайте на медвежьем.
2. Не входите в рынок, когда нет ясных торговых возможностей.
3. Торгуйте с использованием основных разворотных точек.
4. Дождитесь подтверждения своего предположения, прежде чем войти в рынок.
5. Входите в рынок, как только в дело входят основные разворотные точки.
6. Дайте прибыли расти. Закрывайте сделки, которые показывают потери (хорошие сделки обычно сразу же показывают прибыль).
7. Торгуйте со стоп-ордерами, определёнными прежде, чем вы входите в рынок.
8. Выходите из сделок, если перспектива дальнейшей прибыли становится неопределённой (тренд завершился или ослабел).
9. Торгуйте лидирующими инструментами на каждом рынке — торгуйте самыми сильными акциями на бычьем рынке, и самыми слабыми — на медвежьем.
10. Дайте цене определять ваши действия.
11. Не усредняйте проигрышные позиции.
12. Не дожидайтесь принудительного закрытия позиций брокером (маржин-колл), своевременно и самостоятельно закрывайте убыточные сделки.

## Книги
- 1923: Эдвин Лефевр, «Reminiscences of a Stock Operator», ISBN 5-901028-25-2
- 1940: Джесси Ливермор, «How To Trade In Stocks», ISBN 0-934380-75-9
- 2001: Ричард Смиттен, «Jesse Livermore: The World’s Greatest Stock Trader», ISBN 5-98119-687-4
- 2003: Диксон Ваттс, «Speculation as a Fine Art», ISBN 0-87034-056-5
- 2004: Ричард Смиттен, «Trade Like Jesse Livermore», ISBN 0-471-65585-6